# Sid Meier's Alpha Centauri
Sid Meier's Alpha Centauri è un videogioco strategico a turni ideato da Sid Meier e Brian Reynolds, sviluppato dalla Firaxis Games e pubblicato nel 1999 per Windows; seguirono conversioni per Mac OS e Linux. Il gioco, a sfondo fantascientifico, tratta la colonizzazione di un pianeta nel sistema stellare di Alfa Centauri da parte di vari gruppi di umani che ormai hanno perso ogni contatto con la Terra, dalla quali sono fuggiti.
Il gioco costituisce una sorta di seguito ideale-cronologico di Civilization II. Dal punto di vista dell'ambientazione, parte esattamente da dove vari capitoli di Civilization terminano in senso scientifico (ossia la partenza di una gigantesca nave-colonia per Alfa Centauri). Dal punto di vista delle meccaniche di gioco, è simile ai precedenti capitoli di Civilization, ma introduce molte nuove caratteristiche, in particolare la "componibilità" delle unità militari, dei governi e dei terreni, che sono determinati dall'abbinamento di diverse proprietà.
Ne è stata tratta anche un'espansione, Alien Crossfire.

## Trama
(Lady Deirdre Skye, Conversazioni con Pianeta)
Il gioco è ambientato nel futuro, nell'anno 2100, partendo dagli avvenimenti accaduti nei precedenti sessant'anni. Nell'introduzione del gioco viene sommariamente raccontato come guerre, carestie, malattie e altre catastrofi abbiano portato la civiltà umana sull'orlo dell'estinzione. In un estremo tentativo di salvare l'umanità, le Nazioni Unite lanciano perciò la nave spaziale Unity con un nutrito equipaggio in ibernazione artificiale in direzione di un pianeta del sistema di Alfa Centauri, dove l'umanità potrà dar vita ad un'auspicata nuova era di pace e prosperità.
Una volta giunti nei pressi del pianeta dopo sessant'anni di navigazione nello spazio, tuttavia, l'astronave subisce un guasto, e l'equipaggio si sveglia anzitempo dall'ibernazione. Nelle fasi concitate che seguono, il capitano Garland, comandante della nave, viene assassinato da mano ignota e i sette coloni più carismatici iniziano a raccogliere proseliti dividendosi in fazioni non per razza, religione o lingua, ma in base alle rispettive ideologie. Così divise fra loro, le sette fazioni fuggono in extremis dalla nave in avaria tramite dei moduli di salvataggio.
Giunti sul pianeta, i sette leader fondano ognuno una propria colonia, caratterizzandone la società con le proprie ideologie e valori. Le fazioni entrano ben presto in competizione per la sopravvivenza e il dominio sul pianeta, allontanandosi dagli ideali di unità e solidarietà che caratterizzavano la missione nel suo principio e costringendo l'umanità agli stessi errori compiuti sulla Terra, ossia lo sfruttamento forsennato delle risorse naturali e la competizione violenta fra simili. Su un pianeta alieno (ufficialmente denominato Chiron, in onore al centauro precettore di Eracle, ma chiamato dai coloni terrestri più semplicemente Pianeta), popolato da forme di vita autoctone sconosciute e pericolose, spetta al giocatore scegliere una fazione e guidarla nel suo futuro verso la vittoria finale.

### Ispirazioni
La storia narrata nel gioco si ispira a alcuni romanzi di fantascienza fra i quali Salto nel vuoto (The Jesus Incident, 1979) di Frank Herbert e Il rosso di Marte (1992), che narra il viaggio di un gruppo di scienziati verso il Pianeta Rosso e le prime fasi della colonizzazione umana del pianeta che vedono l'equipaggio dividersi sul modo in cui plasmare l'ambiente alieno e la nuova società umana.
Parte delle scene dei filmati che appaiono a conclusione dei progetti segreti e nelle sequenze di apertura è tratta dal film documentario del 1992 Baraka di Ron Fricke.

## Fazioni
Qui sotto sono elencate le sette fazioni di Alpha Centauri (l'espansione Alien Crossfire ne aggiungerà altre sette). Una delle peculiarità del gioco è che ciascuna fazione è caratterizzata non da fattori religiosi o etnici, ma per ideologie; questo porta, all'interno del gioco, ad interessanti dibattiti filosofici, in quanto ciascun personaggio ammira o depreca le scelte sociali, tecnologiche ed ecologiche di altre fazioni in base alla propria visione del mondo.

### Le Figliastre di Gaia (Gaia's Stepdaughters)
-- Lady Deirdre Skye,

"Sogni di Pianeta"»
Le Figliastre di Gaia, guidate dalla xenobiologa scozzese lady Deirdre Skye (ufficiale in carica dell'idroponica a bordo dell'Unity), sono una fazione fondata sul rispetto della natura e sul conseguimento dell'armonia ecologica con il Pianeta, determinata a non ripetere gli stessi errori compiuti sulla Terra. Gli intenti ecologici dei Gaiani consentono loro di evitare danni ecologici e di catturare subito i vermi telepatici, e la loro esperienza nei cicli di vita e nel riciclaggio conferiscono bonus d'efficienza. Questo però concederà poco spazio per la crescita della popolazione, e quindi delle basi. I Gaiani ricevono anche dei bonus alimentari dalle caselle-fungo in cui le loro unità di fanteria possono muoversi senza subire delle penalità. L'ideologia pacifista della fazione rende però meno efficienti le unità militari. L'ingegneria sociale dei Gaiani è orientata verso un'economia verde, e avversa a quella di libero mercato (ma anche pianificata), ciò che di solito porta la fazione ad aspre ostilità con i Morganiani, che prediligono un sistema economico liberista, o i Credenti del Signore, una fazione fondamentalista che ritiene che il Pianeta sia la terra promessa.
- Leader:  Lady Deirdre Skye
- Contesto: Scozia libera, xenobiologa della Unity
- Ordine del giorno: Democrazia verde
- Colore: verde
- Capitale: Territorio di Gaia (Gaia's Landing)
- Tecnologia iniziale: Ecologia Centauri
- Bonus/Malus: +1 pianeta (provvedimenti di tutela ambientale), +2 efficienza (esperienza di sistemi di vita e riciclaggio), -1 polizia (amore della libertà), -1 morale (tendenze pacifiste), +1 alimenti nei riquadri fungini, cattura sempre il primo verme telepatico
- Ingegneria sociale: Economia: Verde (prestabilita dall'IA), non può scegliere Economia: Libero Mercato

### Alveare Umano (Human Hive)
-- Presidente Sheng-ji Yang,

"Saggi sulla Mente e la Materia"»
L'Alveare Umano, guidato dal presidente Sheng-Ji Yang, sofisticato intellettuale cinese e ufficiale esecutivo a bordo della Unity, è una fazione basata su principi collettivistici e autoritari, organizzata come un dispotico stato di polizia ateista. L'Alveare possiede un bonus del 10% nel tasso di crescita, e la sua servitù brutale diminuisce il costo in minerali di unità e strutture del 10%. Tuttavia, la mancanza di libertà politiche penalizza l'economia e porta ogni colonia a generare un'unità di energia in meno per turno. L'ingegneria sociale dell'Alveare seguirà automaticamente come sistema politico lo stato di polizia, che causerà forti attriti con i Tutori della Pace, fautori invece del sistema democratico, e i Credenti del Signore, di stampo fondamentalista. Queste caratteristiche intrinseche dell'Alveare la porteranno a essere una delle fazioni più in lotta nel corso del gioco, in particolare proprio contro le fazioni che seguono le sopracitate ideologie.
- Leader:  Presidente Sheng-Ji Yang
- Contesto: Grande Cina, Ufficiale esecutivo della Unity
- Ordine del giorno: Stato poliziesco ateo
- Colore: blu
- Capitale: L'Alveare (The Hive)
- Bonus/Malus: +1 crescita (rapida crescita della popolazione), +1 industria (schiavitù brutale), -2 economia (poca libertà politica), perimetro di difesa già installato in ogni base (bunker sotterranei)
- Ingegneria sociale: Governo: Stato di Polizia (prestabilito dall'IA), non può scegliere Governo: Democrazia.

### Università del Pianeta (University of Planet)
-- Accademico Prokhor Zakharov,

"Poiché ho assaggiato il frutto"»
L'Università del Pianeta, guidata dal geniale accademico russo Prokhor Zakharov (ufficiale capo scientifico della Unity), è una fazione che fonda i propri valori sulla conoscenza e sulla libera scoperta scientifica senza restrizioni d'alcun tipo, anche a discapito dell'etica. L'Università possiede un forte apparato di ricerca e bonus scientifici, come un Nodo Network gratuito in ogni base o la ricerca accelerata del 20%, che possono condurre la fazione ad un facile predominio tecnologico sulle altre. Inoltre, può ragionevolmente ambire subito alla scoperta della tecnologia Segreti del Cervello Umano, che le altre fazioni non possono ottenere a breve termine. Questa tecnologia consente di scoprire gratuitamente due altre tecnologie, ed è quindi chiaro il vantaggio che può dare a inizio partita. Tuttavia, la libera circolazione di informazioni rende le reti accademiche molto vulnerabili ad attacchi di hacking perpetuati da squadre investigative rivali (specialmente da parte dei Morganiani), e la mancanza di etica genera un drone ogni quattro cittadini. Fazioni che nell'ingegneria sociale scelgono come valori la ricchezza (come i Morganiani) o la potenza (come l'Alveare) possono entrare in urto con l'Università, e poiché inoltre quella fazione non può scegliere un governo fondamentalista, i Credenti sono sempre ostili nei loro confronti, e, a seconda della situazione, a loro si possono aggiungere persino i Tutori della Pace.
- Leader:  Accademico Prokhor Zakharov
- Contesto: CSI della Russia, Ufficiale scientifico della Unity
- Ordine del giorno: Ricerca, Libera circolazione delle informazioni
- Colore: bianco
- Capitale: L'Università
- Tecnologia iniziale: Reti di comunicazione
- Bonus/Malus: +2 ricerca (ricerca brillante), -2 sonda (reti accademiche vulnerabili alle infiltrazioni), nodo di network già installato in ogni base, un bonus tecnologico all'inizio del gioco, un drone supplementare ogni quattro cittadini (mancanza di etica)
- Ingegneria sociale: Valori: Conoscenza (prestabilito dall'IA), non può scegliere Governo: Fondamentalista.

### Industrie Morgan (Morgan Industries)
-- Capo dell'esecutivo Nwabudike Morgan,

"Il monopolio Centauri"»
Le Industrie Morgan (i Morganiani in breve) sono guidate dal magnate di diamanti namibiano capo dell'esecutivo Nwabudike Morgan, la cui compagnia finanziò la missione Unity e installò segretamente sulla nave una capsula criogenica per lui. I Morganiani sono una fazione dedita alla realizzazione di un'economia capitalistica di libero mercato, capace di condurre a uno sviluppo prospero e rigoglioso per le loro basi. Data la sua natura di conglomerato industriale e commerciale riceverà molti bonus economici e produttivi, come un'unità extra di energia in ogni colonia e un significativo bonus sui vantaggi economici derivanti da patti e trattati. Lo sviluppo liberista selvaggio promosso da questa fazione, però, incontrerà certamente i contrasti della parte povera della popolazione e inciderà negativamente il rapporto con l'ambiente. Inoltre, le unità militari sono molto dispendiose in termini di supporto, e le colonie possono superare il livello 4 di popolazione solo tramite un complesso abitativo che soddisfi le esigenze di spazio e comfort dei cittadini (il valore di default per le altre fazioni invece è 7). Come detto prima, la loro ingegneria sociale è protesa verso un'economia di libero mercato che, specie se combinata con l'adozione del valore Wealth (Ricchezza), può facilmente dare un largo primato economico sulle altre fazioni; questa scelta però è molto rischiosa, dato che aumenta vertiginosamente il danno ambientale e rende più difficile la gestione dei droni. La sua ideologia può potenzialmente creare attriti con l'ideologia verde dei Gaiani, e rendere difficoltosa la conduzione di operazioni militari offensive. In compenso, i Morganiani fanno spesso largo uso di sonde telepatiche per catturare unità e basi nemiche al costo di una certa quantità di energia (di cui i Morganiani dispongono spesso in grande quantità), o di spie per sabotare le basi; tale operazione è estremamente utile contro l'Università, data la vulnerabilità delle reti accademiche a causa della libera circolazione d'informazioni.
- Leader:  CEO (Capo dell'Esecutivo) Nwabudike Morgan
- Contesto: Magnate dei diamanti namibiano, Concessionario della Unity
- Ordine del giorno: Economia di libero mercato, Pro-industria
- Colore: giallo
- Capitale: Industrie Morgan
- Tecnologia iniziale: Insediamento industriale
- Bonus/Malus: +1 economia (gruppo industriale), -1 supporto (i seguaci hanno abitudini dispendiose), 100 crediti supplementari ad inizio partita, incrementa il valore degli scambi commerciali per trattati o patti e dei prestiti, le basi non possono superare la dimensione 4 senza un complesso abitativo (fondamentale comfort dei cittadini)
- Ingegneria sociale: Economia: Libero Mercato (prestabilita dall'IA), non può scegliere Economia Pianificata[1].

### Federazione Spartana (Spartan Federation)
-- Col. Corazon Santiago,

"Manuale di battaglia spartana"»
La Federazione Spartana, guidata dalla colonnella portoricana Corazon Santiago, è una fazione basata sulla convinzione che ogni cittadino abbia il diritto di possedere armi, e che l'umanità sul Pianeta, per sopravvivere, debba forgiarsi su una società para-militare pronta a tutto. Le unità Spartane ricevono bonus al morale che aumenta la loro combattività, e la società disciplinata è di sua natura tollerante alle azioni di polizia, cosa che consente subito a due unità militari di reprimere le proteste dei droni. Inoltre, la qualità della fazione nella tecnica militare garantisce la costruzione dei prototipi senza costi minerali extra. Tuttavia, la continua corsa alle armi appesantisce le industrie al punto da ricevere un 10% di penalità sulla produzione. Gli Spartani tendono a entrare in conflitto con l'Università, fazione fondamentalista, a causa dei diversi valori propugnati dalle due fazioni. Curiosamente, l'IA della fazione non ha un'impostazione particolarmente aggressiva nonostante la fazione sia militarista.
- Leader:  Colonnella Corazon Santiago
- Contesto: Survivalista, Capo della sicurezza della Unity
- Ordine del giorno: Diritto di possedere e portare armi
- Colore: nero
- Capitale: Comando Sparta
- Tecnologia iniziale: Dottrina: mobilità
- Bonus/Malus: +2 morale (movimento survivalista bene armato), +1 polizia (seguaci molto disciplinati), -1 industria (le armi stravaganti sono costose), possono costruire prototipi senza costi aggiuntivi di minerale
- Ingegneria sociale: Valori: Potenza (prestabilito dall'IA), non può scegliere Valori: Ricchezza.

### I Credenti del Signore (Lord's Believers)
-- Sorella Miriam Godwinson,

"La Lotta Benedetta"»
I Credenti del Signore, guidati da sorella Miriam Godwinson, psico-cappellano ufficiale della Unity, degli Stati Cristiani d'America, sono una fazione determinata a far valere i propri principi etici e religiosi. La loro tendenza fondamentalistica rende le unità militari più resistenti agli attacchi delle sonde avversarie e particolarmente efficienti in attacco, ma la diffidenza nella scienza secolare rallenta del 20% lo sviluppo tecnologico, oltre che a impedire qualsiasi ricerca nei primi 10 turni di gioco, e il loro credere che Pianeta sia la terra promessa li rende poco sensibili alla tutela dell'ambiente, cosa che aliena loro le simpatie dell'ecosistema planetario e causa inevitabili attriti con i Gaiani. L'ingegneria sociale dei Credenti punta appunto verso uno Stato fondamentalista, che sfocerà in inevitabili conflitti anche con l'Alveare, che scelgono lo stato di polizia e la potenza, e i Tutori della Pace, che invece prediligono un regime democratico. Come fazione è votata alla guerra piuttosto che allo sviluppo delle basi, ed è tipicamente molto aggressiva nei confronti dei rivali.
- Leader:  Sorella Miriam Godwinson
- Contesto: Stati Cristiani d'America, Psicocappellano della Unity
- Ordine del giorno: Vita di culto religioso
- Colore: arancione
- Capitale: Nuova Gerusalemme
- Tecnologia iniziale: Psicologia sociale
- Bonus/Malus: +1 sonda (lavaggio del cervello difficile sui credenti devoti), +2 supporto (cittadini desiderosi di difendere la propria fede), -2 ricerca (diffidano della scienza secolare), -1 pianeta (ritengono che il Pianeta sia la loro "terra promessa"), non può accumulare nessun punto di ricerca fino all'A.M. 2110
- Ingegneria sociale: Governo: Fondamentalista (prestabilito dall'IA), non può scegliere Valori: Conoscenza.

### Forze di Tutela della Pace (Peacekeeping Forces)
-- Commissario Pravin Lal,

"Dichiarazione dei Diritti delle Nazioni Unite"»
Le Forze di Tutela della Pace, guidate dall'esperto diplomatico e commissario delle Nazioni Unite, l'indiano Pravin Lal (ufficiale esecutivo della Unity), sono una fazione che si propone di riunire tutte le altre fazioni, dopo il disastro della missione, sotto la bandiera dell'ONU, così scongiurando che gli ideali delle Nazioni Unite vadano perduti. Questa ideologia consente ai Tutori della Pace di attrarre un'élite intellettuale (in termini di gioco, un Talento addizionale ogni quattro cittadini) ma il sistema burocratico comporta delle penalità in termini di efficienza. Il peso politico e l'abilità diplomatica di Lal consentono alla fazione di ottenere il doppio dei voti nelle elezioni per il Governatore Planetario e il Leader Supremo (vedi vittoria diplomatica), e la sobrietà dello stile di vita della fazione permette alle basi di espandersi di due unità di popolazione oltre il normale limite. Assieme all'Università, è la fazione che ha maggiori probabilità di scoprire per prima i Segreti del Cervello Umano (Secrets of the Human Brain), poiché inizia il gioco già in possesso di una delle due tecnologie che fungono da prerequisito a tale ricerca, cioè la Biogenetica. Come ingegneria sociale preferirà un governo democratico, il che tenderà a scatenare conflitti con l'Alveare, una fazione dispotica, e con i Credenti, una fazione fondamentalista.
- Leader:  Commissario Pravin Lal
- Contesto: Autorità Spaziale delle Nazioni Unite, Chirurgo della Unity
- Ordine del giorno: Ideali umanitari, democrazia
- Colore: celeste
- Capitale: Quartier Generale ONU
- Tecnologia iniziale: Biogenetica
- Bonus/Malus: -1 efficienza (burocrazia tipo ONU), un talento extra ogni quattro cittadini (attira l'élite intellettuale), può superare di due unità le esigenze di popolazione dei complessi abitativi, riceve il doppio dei voti nelle elezioni a governatore planetario e capo supremo
- Ingegneria sociale: Governo: Democrazia (prestabilito dall'IA), non può scegliere Governo: Stato di Polizia.

## Il gioco
All'interno del gioco, il giocatore assume il controllo di una delle sette fazioni, e lo scopo è accrescere la propria fazione fino ad ottenere (in diversi modi) il dominio del pianeta. L'essenza del gioco è la lotta e l'interazione fra le diverse fazioni, che possono stringere alleanze, stipulare trattati commerciali e, ovviamente, muoversi guerra. I giocatori possono scegliere tra un ventaglio di diverse strategie per prevalere; di fondamentale importanza sono le scoperte scientifiche, che permettono la progettazione di nuove unità militari, strutture per le basi, progetti segreti e, in generale, le tecnologie a disposizione di ciascuna fazione. A differenza di quanto previsto nei giochi della serie Civilization (fino al quarto), in Alpha Centauri i giocatori sono liberi di assemblare autonomamente le unità a loro disposizione, combinando diversi parametri (come le armi o le armature).
Un'altra caratteristica del gioco, condivisa da altri giochi di strategia, è la possibilità di scegliere tra diverse condizioni di vittoria, rendendo il finale del gioco sempre aperto e modificabile di partita in partita; ogni finale è raggiungibile tramite strategie diverse: vittoria per diplomazia, per conquista, vittoria economica o vittoria per trascendenza.

### Datalink
All'interno del gioco, uno degli strumenti più utili per il giocatore è il cosiddetto "datalink", un insieme di informazioni che contiene tutto ciò di cui si può avere bisogno per orientarsi nel gioco, fra cui la descrizione di tutte le tecnologie, scoperte o ancora da scoprire, e le specifiche dettagliate sulle armi e le unità a disposizione, oltre ai profili delle fazioni avversarie. È uno strumento molto simile, per concezione, alla "Civilopedia" presente nella serie Civilization.

### Terreno
Il gioco si svolge su una mappa bidimensionale (ma dotato di rendering 3D che può mostrare differenze di altitudine) che mostra il territorio del pianeta, sul quale vengono costruite le basi o schierate le unità. Peculiari condizioni del terreno possono influenzare sia i benefici derivati da esso in termini di risorse utili per le basi sia i modificatori di combattimento delle unità ivi schierate (ad esempio, i terreni rocciosi, pur incapaci di fornire risorse alimentari, garantiscono un maggiore apporto di minerali alle basi, e in combattimento forniscono un bonus alla difesa). Il terreno può inoltre essere coltivato e/o modificato da unità speciali dette former e deputate appunto al terraforming.
Il terreno di gioco è inoltre diviso in riquadri, ognuno dei quali può essere occupato da un'unica base o unità, sebbene unità della stessa fazione o di fazioni alleate possano occupare lo stesso quadretto.

### Basi
Le basi, similmente alle città nei primi giochi della serie Civilization, sono il fulcro del gioco. Possono essere costruite, conquistate o distrutte, e costituiscono il prerequisito necessario per costruire unità, strutture e progetti segreti, e allo stesso tempo permettono la raccolta di risorse alimentari, minerali o energetiche. All'inizio del gioco, ogni fazione dispone di una sola base (anche chiamata "base madre" o "quartier generale"); tramite la fabbricazione di apposite unità equipaggiate con moduli colonia è possibile costruirne altre, espandendo il proprio territorio e quindi la propria potenza; quando tutte le basi di una fazione vengono conquistate o distrutte, la fazione viene eliminata.
Le basi permettono la costruzione di tutti i tipi di unità, dai former ai mezzi bellici; in alternativa possono costruire strutture particolari che garantiscono vantaggi alla base stessa o all'efficienza dell'intera fazione, ad esempio strutture che permettono una più efficace raccolta di risorse, o una maggiore produttività dei laboratori di ricerca, e così via.

### Unità e combattimento
Le unità costruite dalle basi possono essere impiegate in vari scopi, quali l'esplorazione del territorio circostante, la difesa delle proprie basi e, ovviamente, il combattimento e la conquista delle basi nemiche. Un'unità viene costituita assemblando insieme diverse parti: un telaio, che definisce le potenzialità di movimento, un'armatura, che ne determina la capacità di resistere agli attacchi, e un equipaggiamento, che può costituire in armi per le unità militari o in moduli colonia, moduli trasporto o di terraforming per le unità non belligeranti. In aggiunta, ogni unità possiede un reattore, che ne determina le possibilità di movimento e la potenza, ed eventualmente una o due abilità speciali, scelte fra una vasta gamma che comprende abilità quali la possibilità di utilizzare armi chimiche in combattimento, o la capacità di alcuni moduli di ricognizione di "vedere" il terreno fino a due riquadri di distanza. Con il procedere delle scoperte tecnologiche, ovviamente, le unità hanno a disposizione equipaggiamenti ed abilità via via più progredite, quali armi maggiormente efficaci o armature più resistenti.
Il combattimento è, ovviamente, uno dei fattori cruciali del gioco. Un combattimento inizia quando una unità cerca di entrare nel riquadro occupato da un'unità appartenente ad una fazione non alleata. Diversi fattori contribuiscono a determinare il risultato di un'azione di combattimento; fra questi vi sono:
- il potere di attacco delle armi delle due unità, con modificatori dovuti ad abilità speciali
- il potere difensivo delle armature delle due unità, con modificatori dovuti ad abilità speciali
- i punti ferita delle due unità, che dipendono dal tipo di reattore posseduto
- il morale delle due unità, un fattore che dipende sia dall'esperienza posseduta dalle unità stesse che dalle scelte sociali della fazione a cui appartengono (vedi oltre)
- altri fattori quali le condizioni del terreno o alcune strutture possedute dalle basi vicine.

### Ingegneria sociale
Una volta sviluppate le necessarie conoscenze e tecnologie, il giocatore ha la possibilità di promuovere riforme all'interno della fazione prescelta, modificandone impostazioni e obiettivi politici, economici, culturali e sociali. Di seguito la descrizione dei vari modelli cui la società della fazione può essere informata.
- Politics (Politica): Indica il sistema politico in vigore nelle colonie della fazione.
  - Frontier (Frontiera): Rappresenta il sistema di governo informale in vigore nelle colonie immediatamente dopo lo sbarco (nessun bonus o penalità).
  - Police State (Stato di polizia): Il governo utilizza metodi oppressivi per mantenere l'ordine e reprimere il dissenso. Aumentano l'efficacia delle forze di polizia e la capacità di supporto militare, ma la privazione di libertà incide negativamente sull'efficienza dell'economia (+2 POLICE, +2 SUPPORT, -2 EFFIC).
  - Democratic (Democratico): I cittadini partecipano al governo della colonia eleggendo i loro rappresentanti. La libertà così garantita incoraggia l'efficienza e la crescita della popolazione, ma i controlli che essa comporta rendono più costoso l'impiego delle forze armate (+2 GROWTH, +2 EFFIC, -2 SUPPORT).
  - Fundamentalist (Fondamentalista): La struttura sociale si informa ad una religiosità radicale e dogmatica. Ciò rende i cittadini meno vulnerabili ad altre forme di lavaggio del cervello e i soldati più coraggiosi in battaglia, ma la ricerca scientifica è penalizzata da continui attacchi di stampo integralista (+1 MORALE, +2 PROBE, -2 RESEARCH).
- Economy (Economia): Indica il modello economico perseguito dalla fazione.
  - Simple (Semplice): I rapporti commerciali tra i coloni sono regolati da accordi semplici ed informali (nessun bonus o penalità).
  - Free Market (Libero mercato): Il governo adotta una politica economica liberista. Ciò permette di creare grandi ricchezze, ma il fragile ecosistema del Pianeta risente pesantemente del rapido sviluppo industriale, e il profondo divario sociale che viene a crearsi spinge i lavoratori più umili alla protesta e alla rivolta (+2 ECON, -3 PLANET, -5 POLICE).
  - Planned (Economia pianificata): Il governo adotta un sistema economico regolato, nel quale la produzione è diretta dalle autorità politiche, così stimolando la produzione industriale e la crescita della popolazione a scapito dell'efficienza economica (+1 INDUSTRY, +2 GROWTH, -2 EFFIC).
  - Green (Verde): Il governo sviluppa un modello di economia compatibile con l'ecosistema del Pianeta e con le sue caratteristiche peculiari. L'impatto dell'industria sull'ambiente è fortemente attenuato e l'efficienza economica ne trae notevole giovamento, ma le restrizioni a tutela del Pianeta limitano la crescita della popolazione (+2 EFFIC, +2 PLANET, -2 GROWTH).
- Values (Valori): Indica i valori promossi dalla società.
  - Survival (Sopravvivenza): Obiettivo tipico delle società subito dopo lo sbarco: la fazione si preoccupa soprattutto di garantire la propria sopravvivenza in un ambiente alieno e ostile (nessun bonus o penalità).
  - Power (Potere): La società è tesa al raggiungimento della potenza e della supremazia militare. Il morale delle truppe è alto, come alto è il numero di truppe che possono essere supportate, ma l'industria viene trascurata a vantaggio degli investimenti per la "difesa" (+2 MORALE, +2 SUPPORT, -2 INDUSTRY).
  - Knowledge (Conoscenza): La società promuove lo studio e la conoscenza come valori primari. La ricerca scientifica e l'efficienza economica ne traggono vantaggio, ma l'apertura culturale della società la rende più vulnerabile allo spionaggio (+2 RESEARCH, + 1 EFFIC, -2 PROBE)
  - Wealth (Ricchezza): La società incoraggia la prosperità e l'accumulo di ricchezza. L'industria e l'economia fioriscono, ma il disinteresse per l'addestramento militare rende l'esercito più debole (+1 ECON, +1 INDUSTRY, -2 MORALE).
- Future Society (Società futura): Indica il modo in cui la tecnologia ha rivoluzionato la vita quotidiana nella società e le sue prospettive future.
  - None (Nessuna): La colonia non ha ancora conosciuto cambiamenti radicali rispetto allo stile di vita tradizionale (nessun bonus o penalità).
  - Cybernetic (Cibernetica): Il lavoro fisico e ripetitivo di ogni genere e sorta è lasciato quasi interamente alle macchine. Ciò rende gli uomini liberi di dedicarsi ad attività intellettuali, il che incoraggia la ricerca scientifica, l'efficienza economica e un miglior rapporto tra uomo ed ecosistema, ma può generare sconcerto e disperazione tra i lavoratori messi da parte e rimpiazzati da macchinari (+2 RESEARCH, +2 EFFIC, +2 PLANET, -3 POLICE).
  - Eudaimonic (Eudemonica): Ciascun cittadino è incoraggiato dal sistema a realizzare pienamente il proprio potenziale inseguendo i propri sogni e perseguendo le proprie aspirazioni, in modo che possa raggiungere la piena e totale soddisfazione all'interno del corpo sociale. La violenza tende a svanire in una società più armoniosa e più giusta, ma anche militarmente più vulnerabile, poiché ricorre malvolentieri alla violenza anche quando ciò si rende necessario (+2 GROWTH, +2 ECON, +2 INDUSTRY, -2 MORALE).
  - Thought Control (Controllo del pensiero): Il governo immette nell'aria neurotossine in grado di sedare la popolazione e prevenire dissenso e malcontento, così rendendo i cittadini leali e ubbidienti e i soldati impavidi. Questa drammatica e invasiva forma di controllo richiede però un notevole sacrificio di risorse (+2 POLICE, +2 MORALE, +2 PROBE, -3 SUPPORT).

Il progetto segreto The Cloning Vats (Vasche di clonazione) elimina gli aspetti negativi delle opzioni Power e Thought Control; il progetto The Network Backbone (Cuore del network) elimina gli aspetti negativi dell'opzione Cybernetic.

### Condizioni di vittoria
- Vittoria militare: Questa condizione di vittoria si soddisfa annientando o sottomettendo tutte le altre fazioni; per farlo, occorre catturare tutte le basi possedute dagli avversari.
- Vittoria economica: Si raggiunge mettendo in ginocchio il mercato globale dell'energia, procedimento costoso che, per essere portato a compimento, richiede venti turni. Durante questo periodo, questo tentativo può essere sventato conquistando o distruggendo la capitale della fazione che tenta di ottenere questa vittoria.
- Vittoria politica: Il leader della fazione convoca il consiglio planetario per proporre agli altri capi fazione di unirsi a lui come capo supremo. Perché la nozione venga accolta, è necessaria una maggioranza deliberativa pari o superiore ai 2/3 dei voti. Se la mozione viene respinta, il gioco prosegue; se invece la mozione viene accolta e tutti i leader dissenzienti accettano l'esito della votazione, il giocatore che ha proposto la mozione ottiene la vittoria politica. In caso, invece, la mozione sia accolta ma alcuni leader rifiutino di accettare l'esito della votazione, le fazioni leali, incluse quelle che hanno votato contro la mozione ma hanno accettato l'esito del voto, si uniranno all'aspirante leader mondiale per sottomettere quelle ribelli. Questa scelta in genere è suicida, dato che la superiorità militare della nuova alleanza è solitamente schiacciante, ed è difficile che una fazione decida di ribellarsi se non in casi particolari (ad esempio, quando il capo supremo si è macchiato di atrocità nei confronti della fazione ribelle). Se e quando le fazioni leali riusciranno a prevalere, il leader che ha proposto la mozione otterrà una vittoria militare; se invece sono i ribelli a prevalere sui lealisti, il gioco continua.
- Ascesa verso la Trascendenza: Si tratta della vittoria più nobile. Una volta che una fazione qualsiasi ha completato il progetto segreto Voce di Pianeta, tutte le fazioni possono iniziare la costruzione del progetto Ascesa verso la Trascendenza, ultimo stadio evolutivo dell'umanità. La fazione che completerà per prima il progetto si fonderà per prima con la rete neurale di Pianeta, così divenendo protagonista dell'era che verrà.

Gli alleati di una fazione (al massimo due) che vince la partita ottengono una vittoria cooperativa, che dà punti bonus nel punteggio finale.
Esiste inoltre una condizione di vittoria specifica nello scenario, che varia a seconda della sua impostazione; ovviamente, le vittorie standard e quelle scenario sono incompatibili.
È anche possibile ritirarsi tramite un'apposita opzione nel menu di pausa, ma il ritiro avverrà anche automaticamente una volta raggiunto l'anno finale del gioco o stabilito dello scenario. Nelle partite standard, la fine del mandato, di cui si verrà avvertiti di vent'anni d'anticipo, equivale all'anno di missione 2600 per i primi tre livelli di difficoltà (Cittadino, Specialista e Talento) e 2500 per quelli successivi (Bibliotecario, Pensatore e Trascendente).

### Intelligenza artificiale
L'intelligenza artificiale ha alcuni comportamenti diplomatici fissi. Per esempio, l'utilizzo di armi nucleari contro una fazione controllata dal computer la rende nemica del giocatore fino alla fine del gioco. Inoltre, nelle fasi avanzate del gioco molte fazioni completamente soverchiate da un'altra più potente insistono nell'avere atteggiamenti ostili, unicamente per delle differenze ideologiche.

## Tecnologie
Le Tecnologie in Alpha Centauri sono organizzate secondo un albero tecnologico, come in molti giochi di strategia.
Una tecnologia avanzata non può essere ricercata fino a quando le altre precedenti da cui deriva ("i Requisiti", solitamente una o due) non sono state scoperte. Da notare che in Alpha Centauri il giocatore non può scegliere di ricercare una tecnologia con precisione, ma può solo impostare delle priorità e il gioco sceglierà una tecnologia da ricercare in base ad essa. 
È comunque possibile disabilitare questo tipo di ricerca (detta "Ricerca Cieca"), in modo da poter scegliere con maggiore precisione.
Le varie tecnologie sono suddivise in quattro Sezioni che servono essenzialmente a distinguerle in base alla tipologia e a controllare il progresso della fazione.
- Esplora (progressi rivolti alla scoperta della natura del Pianeta)
- Scopri (progressi scientifici)
- Costruisci (progressi riguardanti infrastrutture e produzione)
- Conquista (progressi militari)

Ogni tecnologia possiede anche un determinato Livello, ognuno dei quali indica l'avanzamento tecnologico e la successione delle diverse tecnologie. Ad esempio, le tecnologie Fisica Applicata e Insediamento Industriale sono di livello 1 (tecnologie iniziali) e possedendole entrambe permettono di ricercare la tecnologia Fisica delle Alte Energie, tecnologia di livello 2 che a sua volta, assieme a Software Polimorfico, permette di accedere alla Tecnologia di livello 3 Teoria Subatomica Avanzata, e così discorrendo.
Da notare che a volte la successione non è sempre così lineare (ad es. una tecnologia di livello 2 potrebbe servire per scoprire una tecnologia di livello 5). I Livelli sono molto importanti quando si tratta di scambiare tecnologie con le altre fazioni del gioco, indicandone il loro valore.

## Il pianeta
Chiamato ufficialmente Chiron, in onore di Chirone (centauro insegnante di Ercole) ma chiamato semplicemente "Pianeta" dai suoi abitanti terrestri, questo mondo è grande il 20% in più rispetto alla Terra, con un diametro equatoriale di 9370 miglia. Essendo il suo nucleo di metalli pesanti l'11% più denso, la gravità è superiore del 30%. Il Pianeta dista dalla sua stella Alpha Centauri A più di quanto la Terra disti dal Sole, ma questa stella è più brillante, e, considerando le distanze, Chiron e la Terra ricevono praticamente la stessa luminosità dalla propria stella. Data la grandezza e la gravità maggiori rispetto alla Terra, lo è anche il livello di pressione del mare, che equivale a 1,74 atmosfere; questo porta la pressione parziale d'ossigeno a livelli accettabili (15.000 Pascal), ma l'alta pressione generale unita a una grande quantità di azoto produce narcotici mortali che colpiscono gli umani non protetti, e pertanto non è possibile immergersi senza indossare almeno una tuta di pressione. L'atmosfera consiste nel 90,9% di azoto, di 8,5% d'ossigeno e di 0,01% di anidride carbonica. I ridotti contenuti d'ossigeno riducono i rischi d'incendi forestali, una miglior proporzione degli ambienti non ossigenati e un ecosistema di piante dominato dal bisogno di conservazione del carbonio.
Chiron possiede due satelliti naturali, Nessus e Pholus, che presentano ciascuno un'orbita; quella di Nessus è grande quasi il doppio di quella di Pholus, e cade nello stesso piano dell'altra.
Un anno su Chiron equivale a 532 giorni, e dato che non esiste nessun ciclo preciso di stagioni, i coloni usano raramente l'anno locale come misura del tempo, e usano invece l'"Anno di Missione", equivalente all'anno terrestre, lo stesso sistema usato nella ricognizione; l'Unity è quindi arrivata sul sistema Alpha Centauri nell'Anno Missione 2100. Ogni Anno Missione è lungo almeno 500 giorni, e i Coloni ne aggiungono due o tre per tenersi in sintonia con l'anno terrestre; questo però avviene raramente, dato che un giorno dura 18 ore, il che riduce i ritmi di sonno.
Le principali forme di vita autoctone sono lo xenofungo, i vermi telepatici e una mente viva chiamata "Mente di Pianeta". Pur simile alla vita sulla Terra, dove essa si basa sui composti di carbonio in acqua, quella su Chiron si è evoluta in una biochimica molto diversa: la scarsità di carbonio nell'ambiente e di anidride sul suolo ha costretto le piante a cavarsela senza ossigeno, cosa che hanno fatto con una reazione biochimica ignota sulla Terra.

## Doppiaggio
| Personaggio              | Voce originale     | Voce italiana         |
| ------------------------ | ------------------ | --------------------- |
| Voce introduttiva        |                    | Massimo Antonio Rossi |
| Datalinks (maschio)      | Robert Levy        |                       |
| Datalinks (femmina)      | Katherine Ferguson |                       |
| Lady Deirdre Skye        | Carolyn Dahl       |                       |
| Presidente Sheng-ji Yang | Yu Lu              |                       |
| Prof. Prokhor Zakharov   | Yuri Nesteroff     | Riccardo Rovatti      |
| CEO Nwabudike Morgan     | Regi Davis         |                       |
| Col. Corazón Santiago    | Wanda Niño         |                       |
| Sorella Miriam Godwinson | Gretchen Weigel    |                       |
| Commissario Pravin Lal   | Hesh Gordon        | Umberto Bortolani     |
| Pianeta                  | Alena Kanka        |                       |

## Accoglienza
| Testata                            | Versione | Giudizio |
| ---------------------------------- | -------- | -------- |
| GameRankings (media al 30-11-2020) | PC       | 89%      |
| Metacritic (media al 30-11-2020)   | PC       | 92/100   |
| Edge                               | PC       | 9/10     |
| GamePro                            | PC       | 5/5      |
| GameRevolution                     | PC       | B+       |
| IGN                                | PC       | 9.5/10   |
| Next Generation                    | PC       | 5/5      |
| The Adrenaline Vault               | PC       | 4,5/5    |
| FiringSquad                        | Mac      | 90%      |

Alpha Centauri ha ricevuto un'accoglienza assai positiva da parte della critica, che ne ha ammirato la composizione generale per il gioco originale, e la trama "credibile" per l'espansione. I siti web aggregatori GameRankings e Metacritic lo hanno votato con un 89% e un 92/100 rispettivamente.
Tuttavia, le vendite non sono state molto fortunate, e ha venduto il minor numero di copie tra tutti i giochi della serie Civilization: ha venduto almeno 100000 copie nei primi due mesi, più altre 50000 tra aprile e giugno. Negli Stati Uniti, il gioco è giunto al decimo posto tra i giochi per computer più venduti della prima metà del 1999. Sempre negli Stati Uniti, il gioco ha venduto 224939 copie alla fine del 1999, e 281115 copie nel settembre 2000.
Alpha Centauri ha vinto anche numerosi premi Gioco dell'Anno, tra cui uno da parte delle riviste The Denver Post e Toronto Sun, più il premio "Strategico a Turni dell'Anno" da GameSpot, e il premio "Strategico per Computer dell'Anno" dalla Academy of Interactive Arts & Sciences (più delle nominations per "Gioco dell'Anno" e "Risultati Eccezionali nel Design Interattivo"). Nel 2000, Alpha Centauri ha vinto il premio "Miglior Strategico per Computer del 1999" agli Origins Award., e il premio "Miglior Strategico a Turni" dagli editori di PC Gamer US. Alpha Centauri si è distinto nell'aver anche ricevuto il punteggio più alto finora da parte di PC Gamer (98%) per il 2020, iniziando un record eguagliato da Half-Life 2 nel 2004 e Crysis nel 2011, e superando il 97% di Civilization II.
Alien Crossfire è stato finalista al premio "Espansione dell'Anno" del 1999 della rivista Computer Games Strategy Plus, vinto da Heroes of Might and Magic III: Armageddon's Blade.

## Alien Crossfire
L'espansione ufficiale di Alpha Centauri, Alien Crossfire, è uscita per Microsoft Windows il 20 ottobre 1999 in tutto il mondo, per Mac OS a febbraio 2000 nel Nord America e il 10 marzo in Europa, e per Linux ad agosto 2000 in tutto il mondo, attraverso rispettivamente l'Electronic Arts, l'Aspyr Media e la Loki Software. In origine si era considerato il ritorno alla Terra e/o la conquista di un altro pianeta del sistema Alpha Centauri, idee poi scartate. La premessa di Alien Crossfire permetteva ai giocatori di combinare personaggi vecchi e nuovi e scoprire i misteri dei monoliti e degli artefatti alieni, ma aggiungeva anche il problema della civiltà umana involontariamente coinvolta in una guerra civile aliena.
L'espansione aggiunge inoltre 9 nuove tecnologie, 8 nuovi edifici, 4 nuovi progetti segreti, 6 nuove unità, 3 nuove forme di vita aliene, 14 nuove componenti per le unità (5 nuove armi, 4 nuove armature e 5 abilità speciali), e nuovi concetti e strategie, ma soprattutto sette nuove fazioni, le cui ultime due sono aliene:
- Gli Angeli dei Dati, guidati da Datajack Sinder Roze del Trinidad, sono abili nell'infiltrarsi tra le altre fazioni, tanto che possono ottenere qualsiasi tecnologia nota ad altre tre fazioni con cui possiedono infiltrazioni, anche se sono un po' più vulnerabili nella sicurezza e nella Polizia. Sono capaci di reclutare squadre d'infiltrazione a costi inferiori, e scoprendo gli Algoritmi Pre-senzienti, possono costruire gratuitamente i centri di operazioni segrete.
- La Coscienza Cibernetica della Funzione Primaria Aki Zeta-5, un'androide nata umana in Norvegia, crede nel Fondamentalismo e si concentra sulla Ricerca e sull'Efficienza a scapito della Crescita. Non possiede alcuna penalità cibernetica, e può rubare tecnologie ogni volta che cattura una base avversaria.
- I Droni Liberi sono guidati dal Caposquadra Domai, originario dell'Australia. Sono ottimi artigiani e abili operai, ma sacrificano la ricerca e non possono usare l'economia "Verde". Se questa fazione è presente nel gioco, le basi altrui che si rivoltano possiedono il 75% di probabilità di unirsi ai Droni.
- Il Culto del Pianeta, guidato dalla Profeta Cha Dawn di origine ignota, lavora per restituire Pianeta al suo stato originale e immacolato. Questa fazione è devota alla promozione della crescita nativa, il che la rende riluttante all'inquinamento e disinteressata alle ricchezze (per cui non può adottare il Mercato libero). I vermi mentali raddoppiano le loro capacità di polizia, e la scoperta di Genetiche Centauri rende gratuiti i pozzi di covata.
- I Pirati del Nautilus sono una fazione marittima guidata dal Capitano statunitense Ulrik Svensgaard. La loro mentalità individualistica si oppone all'organizzazione centrale, e la loro cultura non pone grande enfasi sulla famiglia, il che diminuisce la loro efficienza e crescita demografica. Scoprendo la Dottrina: Iniziativa, possono però costruire gratuitamente campi navali, mentre la tecnologia Ingegneria Ecologica Avanzata consente di costruire miglioramenti negli oceani e nelle loro fosse, e la Dottrina Adattiva dona invece a tutte le unità navali l'abilità Stacco Marittimo. Inoltre, i prototipi dei coloni marini e dei former marittimi sono gratuiti.
- I Custodi, guidati da Lular H'minee di Ursa Primo, hanno lo scopo di impedire la Transcendenza Umana. Comprendono le opere di Pianeta, il Sesto Manifold, rendendo questa fazione più ecologica, e sono più abili in difesa.
- Gli Usurpatori, guidati da Judaa Maar di Tau Ceti, sono volti alla conquista di Pianeta dal quale poter dominare la galassia. L'abuso delle risorse di Pianeta porta a una crescita maggiore, e la loro cultura guerriera aumenta il morale dell'esercito (che possiede anche un sostanziale bonus offensivo), ma anche per questo ottengono un malus ecologico in quanto Pianeta percepisce gli intenti oscuri dell'Usurpatore Conquistatore.

Le due fazioni aliene (chiamate Manifold e appartenenti alla specie Thrall) sono descritte come i legittimi eredi di Chirone/Pianeta, ma sono divise in una guerra civile. Nel gioco, questi alieni atterrano su Pianeta con un Battle Ogre MK I e una capsula coloniale aggiuntiva, e possiedono cinque tecnologie iniziali: tra queste, la Psiche del Progenitore permette alle fazioni umane di comunicare con i Progenitori (tra l'altro, se è già disponibile fin dall'inizio per gli alieni, gli umani devono invece ricercarla). Inoltre, possiedono un radar fisico sulla superficie di Pianeta, sono in grado di guidare i loro sforzi tecnologici riscoprendo tecnologie e infrastrutture, e possono costruire gratuitamente centri di riciclaggio in ogni base, mentre le loro unità possiedono una Risonanza che permette loro di vedere a due caselle di distanza anziché una rispetto a quelle degli umani. Per poter conseguire una vittoria diplomatica, i giocatori umani devono annientare le fazioni aliene ivi presenti (se ce ne sono), in quanto esse non partecipano al Consiglio Planetario. Questi alieni possiedono persino una condizione di vittoria tutta loro: per conseguirla, essi devono costruire un Comunicatore di Risonanza, formato da sei Generatori del Subspazio (costruibili in basi di almeno dieci abitanti) e capace di portare rinforzi su Pianeta per spazzare via da esso ogni presenza umana (ciò rende impossibile la vittoria alleata per questa condizione di vittoria).
Nel 2000, Alpha Centauri e Alien Crossfire sono usciti in un unico pacchetto chiamato Planetary Pack distribuito dalla Electronic Arts, e nel 2003 sono stati inclusi nella Laptop Collection.